# پایگاه آب‌نشین چایگنیک بی
پایگاه آب‌نشین چایگنیک بی (به انگلیسی: Chignik Bay Seaplane Base) یک فرودگاه همگانی بهره‌برداری هوایی با کد یاتا KBW است که یک باند فرود آب دارد و طول باند آن ۱۸۲۹ متر است. این فرودگاه در شهر چیگنیک، آلاسکا کشور ایالات متحده آمریکا قرار دارد و در ارتفاع ۰ متری از سطح دریا واقع شده‌است.